# Vulpes vulpes peculiosa
Vulpes vulpes peculiosa es una subespecie de  mamíferos carnívoros  de la familia Canidae.

## Distribución geográfica
Se encuentra en Corea.